# MCM5
Faktor licenciranja DNK replikacije MCM5 je protein koji je kod ljudi kodiran MCM5 genom.
Protein kodiran ovim genom je strukturno veoma slian CDC46 proteinu iz S. cerevisiae, proteinu koji učestvuje u inicijaciji DNK replikacije. Ovaj protein je član MCM familije proteina koji vezuju hromatin. On može da formira interakcije sa najmanje dva druga člana ove familije. Ovaj protein je u većoj meri izražen tokom tranzicije iz G0 faze u G1/S fazu ćelijskog ciklusa, i smatra se da aktivno učestvuje u regulaciji ćelijskog ciklusa.

## Interakcije
MCM5 formira interakcije sa ORC2L, MCM7, STAT1, MCM2, CDC7, MCM3 i ORC6L.

## Literatura
- Burkhart R, Schulte D, Hu D, Musahl C, Göhring F, Knippers R (1995). „Interactions of human nuclear proteins P1Mcm3 and P1Cdc46.”. Eur. J. Biochem. 228 (2): 431—8. PMID 7705359. doi:10.1111/j.1432-1033.1995.tb20281.x.
- Maruyama K, Sugano S (1994). „Oligo-capping: a simple method to replace the cap structure of eukaryotic mRNAs with oligoribonucleotides.”. Gene. 138 (1–2): 171—4. PMID 8125298. doi:10.1016/0378-1119(94)90802-8.
- Hu B, Burkhart R, Schulte D, Musahl C, Knippers R (1994). „The P1 family: a new class of nuclear mammalian proteins related to the yeast Mcm replication proteins”. Nucleic Acids Res. 21 (23): 5289—93. PMC 310560 . PMID 8265339. doi:10.1093/nar/21.23.5289-a.
- Ishimi Y, Ichinose S, Omori A, Sato K, Kimura H (1996). „Binding of human minichromosome maintenance proteins with histone H3”. J. Biol. Chem. 271 (39): 24115—22. PMID 8798650. doi:10.1074/jbc.271.39.24115.
- Fujita M, Kiyono T, Hayashi Y, Ishibashi M (1997). „In vivo interaction of human MCM heterohexameric complexes with chromatin. Possible involvement of ATP”. J. Biol. Chem. 272 (16): 10928—35. PMID 9099751. doi:10.1074/jbc.272.16.10928.
- Tsuruga H, Yabuta N, Hashizume K, Ikeda M, Endo Y, Nojima H (1997). „Expression, nuclear localization and interactions of human MCM/P1 proteins”. Biochem. Biophys. Res. Commun. 236 (1): 118—25. PMID 9223437. doi:10.1006/bbrc.1997.6865.
- Suzuki Y, Yoshitomo-Nakagawa K, Maruyama K, Suyama A, Sugano S (1997). „Construction and characterization of a full length-enriched and a 5'-end-enriched cDNA library”. Gene. 200 (1–2): 149—56. PMID 9373149. doi:10.1016/S0378-1119(97)00411-3.
- Zhang JJ, Zhao Y, Chait BT, Lathem WW, Ritzi M, Knippers R, Darnell JE (1999). „Ser727-dependent recruitment of MCM5 by Stat1alpha in IFN-gamma-induced transcriptional activation”. EMBO J. 17 (23): 6963—71. PMC 1171044 . PMID 9843502. doi:10.1093/emboj/17.23.6963.
- Ohtani K, Iwanaga R, Nakamura M, Ikeda M, Yabuta N, Tsuruga H, Nojima H (1999). „Cell growth-regulated expression of mammalian MCM5 and MCM6 genes mediated by the transcription factor E2F”. Oncogene. 18 (14): 2299—309. PMID 10327050. doi:10.1038/sj.onc.1202544.
- DaFonseca CJ, Shu F, Zhang JJ (2001). „Identification of two residues in MCM5 critical for the assembly of MCM complexes and Stat1-mediated transcription activation in response to IFN-gamma”. Proc. Natl. Acad. Sci. U.S.A. 98 (6): 3034—9. PMC 30602 . PMID 11248027. doi:10.1073/pnas.061487598.
- Going JJ, Keith WN, Neilson L, Stoeber K, Stuart RC, Williams GH (2002). „Aberrant expression of minichromosome maintenance proteins 2 and 5, and Ki-67 in dysplastic squamous oesophageal epithelium and Barrett's mucosa”. Gut. 50 (3): 373—7. PMC 1773132 . PMID 11839717. doi:10.1136/gut.50.3.373.
- Kneissl M, Pütter V, Szalay AA, Grummt F (2003). „Interaction and assembly of murine pre-replicative complex proteins in yeast and mouse cells”. J. Mol. Biol. 327 (1): 111—28. PMID 12614612. doi:10.1016/S0022-2836(03)00079-2.
- Bouwmeester T, Bauch A, Ruffner H, Angrand PO, Bergamini G, Croughton K, Cruciat C, Eberhard D, Gagneur J, Ghidelli S, Hopf C, Huhse B, Mangano R, Michon AM, Schirle M, Schlegl J, Schwab M, Stein MA, Bauer A, Casari G, Drewes G, Gavin AC, Jackson DB, Joberty G, Neubauer G, Rick J, Kuster B, Superti-Furga G (2004). „A physical and functional map of the human TNF-alpha/NF-kappa B signal transduction pathway”. Nat. Cell Biol. 6 (2): 97—105. PMID 14743216. doi:10.1038/ncb1086.
- Ramachandran N, Hainsworth E, Bhullar B, Eisenstein S, Rosen B, Lau AY, Walter JC, LaBaer J (2004). „Self-assembling protein microarrays”. Science. 305 (5680): 86—90. PMID 15232106. doi:10.1126/science.1097639.
- Yu Z, Feng D, Liang C (2004). „Pairwise interactions of the six human MCM protein subunits”. J. Mol. Biol. 340 (5): 1197—206. PMID 15236977. doi:10.1016/j.jmb.2004.05.024.
- Jin J, Smith FD, Stark C, Wells CD, Fawcett JP, Kulkarni S, Metalnikov P, O'Donnell P, Taylor P, Taylor L, Zougman A, Woodgett JR, Langeberg LK, Scott JD, Pawson T (2004). „Proteomic, functional, and domain-based analysis of in vivo 14-3-3 binding proteins involved in cytoskeletal regulation and cellular organization”. Curr. Biol. 14 (16): 1436—50. PMID 15324660. doi:10.1016/j.cub.2004.07.051.